# Celil Yüksel
Celil Yüksel (Samsun, 1° gennaio 1998) è un calciatore turco, centrocampista del Samsunspor.

## Carriera
Prodotto delle giovanili del Galatasaray, con cui firma un contratto nel 2017. Con i leoni esordisce il 10 novembre 2018 nella vittoria per 3-0 ai danni del Kayserispor .

## Caratteristiche Tecniche
Gioca principalmente come centrocampista centrale ma ha spesso svolto il ruolo di mediano.

## Statistiche
Statistiche aggiornate al 16 agosto 2025.
| Stagione           | Squadra            | Campionato         | Campionato | Campionato | Coppe nazionali | Coppe nazionali | Coppe nazionali | Coppe continentali | Coppe continentali | Coppe continentali | Altre coppe | Altre coppe | Altre coppe | Totale | Totale |
| Stagione           | Squadra            | Comp               | Pres       | Reti       | Comp            | Pres            | Reti            | Comp               | Pres               | Reti               | Comp        | Pres        | Reti        | Pres   | Reti   |
| ------------------ | ------------------ | ------------------ | ---------- | ---------- | --------------- | --------------- | --------------- | ------------------ | ------------------ | ------------------ | ----------- | ----------- | ----------- | ------ | ------ |
| 2018-2019          | Galatasaray        | SL                 | 2          | 0          | CT              | 4               | 0               | UCL+UEL            | 0                  | 0                  | TSK         | 0           | 0           | 6      | 0      |
| 2019-gen.2020      | Galatasaray        | SL                 | 0          | 0          | CT              | 0               | 0               | UCL                | 0                  | 0                  | TSK         | 0           | 0           | 0      | 0      |
| Totale Galatasaray | Totale Galatasaray | Totale Galatasaray | 2          | 0          |                 | 4               | 0               |                    | 0                  | 0                  |             | 0           | 0           | 6      | 0      |
| gen.-giu. 2020     | Adanaspor          | 1L                 | 10         | 1          | CT              | -               | -               | -                  | -                  | -                  | -           | -           | -           | 10     | 1      |
| 2020-2021          | Adanaspor          | 1L                 | 31         | 3          | CT              | 1               | 0               | -                  | -                  | -                  | -           | -           | -           | 32     | 3      |
| 2021-2022          | Adanaspor          | 1L                 | 34         | 4          | CT              | 2               | 0               | -                  | -                  | -                  | -           | -           | -           | 36     | 4      |
| Totale Adanaspor   | Totale Adanaspor   | Totale Adanaspor   | 75         | 8          |                 | 3               | 0               |                    | -                  | -                  |             | -           | -           | 78     | 8      |
| 2022-2023          | Samsunspor         | 1L                 | 29         | 0          | CT              | 3               | 0               | -                  | -                  | -                  | -           | -           | -           | 32     | 0      |
| 2023-2024          | Göztepe            | 1L                 | 27         | 1          | CT              | 2               | 0               | -                  | -                  | -                  | -           | -           | -           | 29     | 1      |
| 2024-2025          | Samsunspor         | SL                 | 20         | 0          | CT              | 0               | 0               | -                  | -                  | -                  | -           | -           | -           | 20     | 0      |
| 2025-2026          | Samsunspor         | SL                 | 2          | 0          | CT              | 0               | 0               | UEL                | 0                  | 0                  | -           | -           | -           | 2      | 0      |
| Totale Samsunspor  | Totale Samsunspor  | Totale Samsunspor  | 51         | 0          |                 | 3               | 0               |                    | 0                  | 0                  |             | -           | -           | 54     | 0      |
| Totale Carriera    | Totale Carriera    | Totale Carriera    | 150        | 9          |                 | 12              | 0               |                    | 0                  | 0                  |             | 0           | 0           | 162    | 9      |

## Palmares
- Campionato turco: 1

Galatasaray: 2018-2019
- Coppa di Turchia: 1

Galatasaray: 2018-2019
- TFF 1. Lig: 1

Samsunspor: 2022-2023

## Collegamenti Esterni
- Celil Yüksel, su UEFA.com, UEFA.
- (DE, EN, IT) Celil Yüksel, su Transfermarkt, Transfermarkt GmbH & Co. KG.
- Celil Yüksel, su it.soccerway.com, Perform Group.
- Celil Yüksel, su old.calcio.com, HEIM:SPIEL Medien GmbH.